# ShKAS機槍

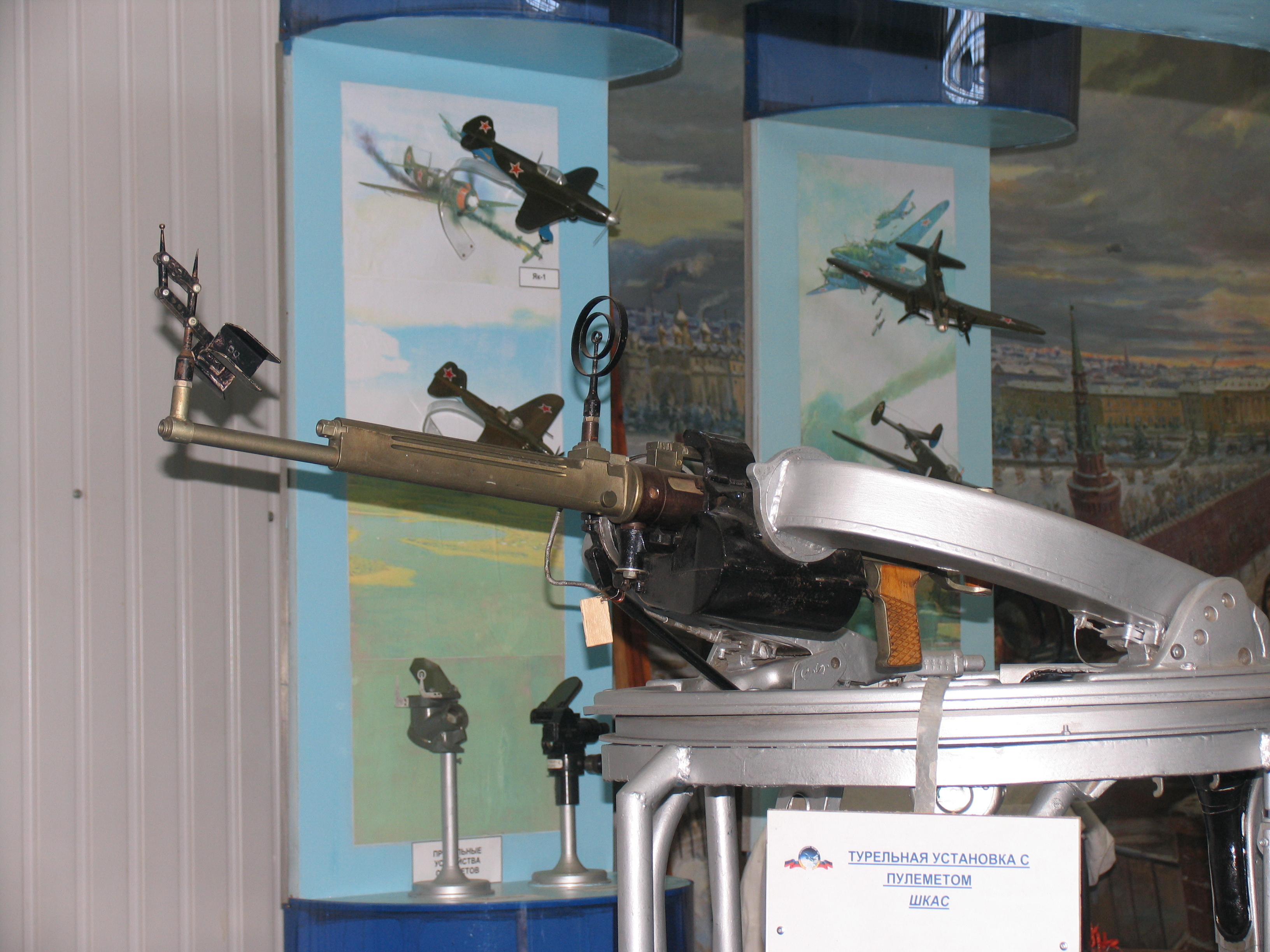
活動型ShKAS機槍有瞄準器和扳機

ShKAS機槍（俄文：ШКАС，中文：施卡斯）是在1930年代由蘇聯研製的一種空用機槍，口徑是7.62毫米，可被分成作為機翼和機頭的固定型（有射擊同步器）以及由機槍手操作的活動型，但由於此種口徑發射的子彈對有裝甲保護的戰鬥機和轟炸機的破壞力不足，故在德蘇戰爭後已被更大口徑的機槍和機炮取代。

## 使用彈葯

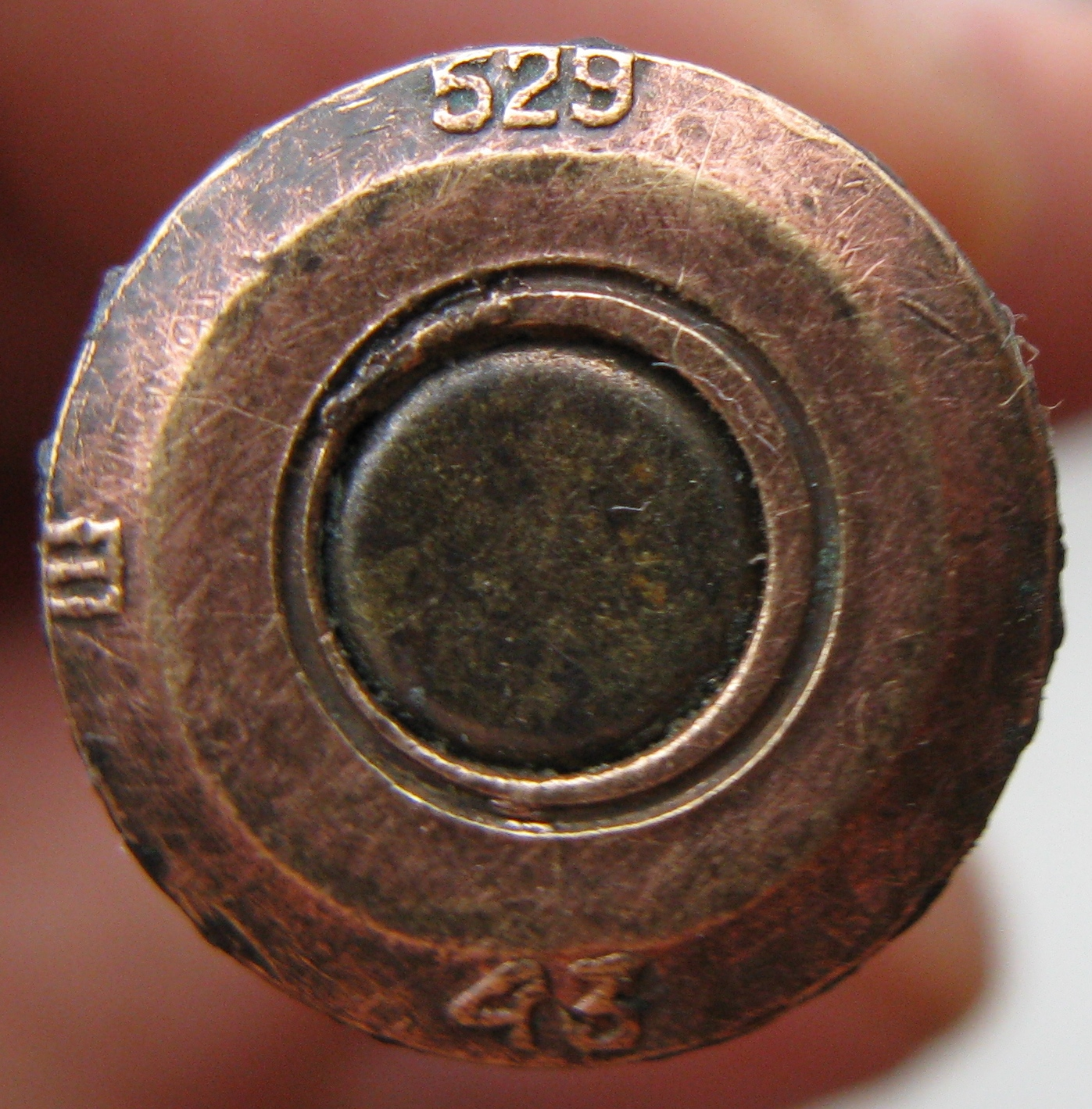
7.62毫米x54R空用子彈的彈底

雖然ShKAS機槍同樣採用和陸軍一樣的7.62毫米x54R子彈，但實際上並不完全相同。由於ShKAS的超高射速，槍彈在供彈機構中會承受更多的外來力，所以ShKAS專用彈做了一系列修改：為了防止出現“掉彈頭”故障，ShKAS專用彈的彈頭被額外的緊口輥溝固定以提高拔彈力（彈頭從彈殼分離所需要的力）防止彈頭在高速運轉的機構中鬆脫；同時為了提高彈殼的堅固程度，彈殼壁的厚度（尤其是彈底）有所提高；為了提升對敵機的破壞力，ShKAS提高了裝藥量，以產生更大膛壓從而提高初速，增加射程和侵徹力。由於裝藥量的提升，故此種空用子彈不適合一般陸軍槍械，如果由陸軍槍械發射會導致精度不良、武器壽命嚴重受損，嚴重時（尤其是由強度不足的舊武器發射）可能發生膛炸。相反若ShKAS機槍發射陸軍的子彈會頻繁發生故障。為了分別兩者，空用子彈的底部會有Sh字樣（俄文：Ш），且底火往往會塗黑用以標示。
其子彈種類繁多，包括：
- 普通彈
- 穿甲弹
- 穿甲燃燒弹
- 爆破彈
- 曳光彈

## 使用機種

### 固定型
- I-16戰鬥機
- I-15戰鬥機
- I-15Bis/I-152戰鬥機
- I-153戰鬥機

### 活動型
- SB轟炸機

## 使用國家
- 中華民國
- 中华人民共和国
- 蒙古
- 苏联
- 西班牙第二共和國

## 外部連結
- 7.62毫米施卡斯航空机关枪（页面存档备份，存于）